# Jakusimai repülőtér
A Jakusimai repülőtér (屋久島空港; Hepburn: Yakushima Kūkō) (IATA: KUM, ICAO: RJFC) Jakusima szigetén fekvő harmadik osztályú repülőtér, melyet 1963-ban nyitottak meg.
1975-ben az eredetileg 1000 méteres kifutópályát 100 méterrel megtoldották, míg 1976-ban 1500 méteresre egészítették ki azt.

## Légitársaságok és célállomások
- Japan Air Commuter (JAC)
  - Oszaka (Oszaka nemzetközi repülőtér)
  - Fukuoka (Fukuoka nemzetközi repülőtér)
  - Kirisima (Kagosimai repülőtér)

## Forgalom
Az utasforgalom az elmúlt években az alábbi módon változott:
| Utasok száma | 145 117 | 142 973 | 108 177 | 115 833 | 176 692 | 197 145 |
|              | 2018    | 2019    | 2020    | 2021    | 2022    | 2023    |

## Megközelíthetősége
Busszal
- Tanegashima–Yakushima Kōtsū
  - Mijanoura kikötő, Nagata vonal
  - Ava–Onoaida–Kurio híd terület, Ókonotaki vonal
- Matsubanda Kōtsū Bus
  - Mijanoura kikötő vonal
  - Ava kerület, Makino vonal
  - Kigenszugi vonal

Autóval
24–30 perc alatt a Mijanoura kikötőből, 20 perc Avából.